# Surrey-Guildford (circonscription britanno-colombienne)
Pour les articles homonymes, voir Surrey et Guilford.
Circonscription électorale provinciale du Canada
Surrey-Guildford est une circonscription provinciale de la Colombie-Britannique représentée à l'Assemblée législative de la Colombie-Britannique depuis 2017.

## Géographie
En 2020, la circonscription représente le quartier de Guildford (en) qui est une partie de la ville de Surrey dans le district régional du Grand Vancouver.

## Liste des députés
| Législature                                                                    | Années                                                                         | Député                                                                         | Député                                                                         | Parti                                                                          |
| Surrey-Guildford Circonscription issue de Surrey-Tynehead et de Surrey-Whalley | Surrey-Guildford Circonscription issue de Surrey-Tynehead et de Surrey-Whalley | Surrey-Guildford Circonscription issue de Surrey-Tynehead et de Surrey-Whalley | Surrey-Guildford Circonscription issue de Surrey-Tynehead et de Surrey-Whalley | Surrey-Guildford Circonscription issue de Surrey-Tynehead et de Surrey-Whalley |
| ------------------------------------------------------------------------------ | ------------------------------------------------------------------------------ | ------------------------------------------------------------------------------ | ------------------------------------------------------------------------------ | ------------------------------------------------------------------------------ |
| 41e                                                                            | 2017–2020                                                                      |                                                                                | Garry Begg (en)                                                                | Néo-démocrate                                                                  |
| 42e                                                                            | 2020–2024                                                                      |                                                                                | Garry Begg (en)                                                                | Néo-démocrate                                                                  |
| 43e                                                                            | 2024–en cours                                                                  |                                                                                | Garry Begg (en)                                                                | Néo-démocrate                                                                  |

## Résultats électoraux

Frontière de la circonscription en 2015.